# Alemanya al Festival de la Cançó d'Eurovisió Júnior
Alemanya va ser l'únic país que va debutar al Festival de la Cançó d'Eurovisió Júnior en 2020. Alemanya va acabar el darrer lloc en el seu debut el 2020, quan Susan Oseloff va representar el país amb "Stronger with You". Per al concurs del 2021, KiKa va seleccionar Pauline amb la cançó "Imagine Us".

## Història
Alemanya originalment es disposava a participar el 2003 a Copenhaguen, però després es va retirar del concurs. També van planejar participar el 2004 a Lillehammer, però novament s'hi van retirar. A més, NDR també va transmetre Eurovisió Júnior 2003, 2015 i 2016.
Al maig de 2014, NDR va anunciar que no debutaria al concurs, ja que creia que no seria un èxit sota els estàndards alemanys de màrqueting televisiu. No obstant això, sí que van observar el certamen de 2013 a Kíev, Ucraïna. A més, ZDF va assistir al Concurs el 2014 a Malta i el 2 de juny de 2015, NDR va declarar que no havien descartat un debut aquest mateix any.
 Així, l'1 de juliol de 2015, ARD, membre del consorci NDR, va llançar una enquesta en línia per decidir si Alemanya hauria de participar o no en Eurovisió Júnior, que es transmetria per l'emissora infantil KiKa (empresa conjunta d'ARD i ZDF).
El desembre de 2019, KiKA va confirmar que una delegació del canal i NDR van assistir a Gliwice, Polònia, per experimentar la competència com a part de l'audiència. Així i tot, es va recalcar que encara no s'havia pres una decisió sobre si Alemanya participaria l'any següent o no, encara que va haver-hi discussions pròximes amb la UER.
Finalment, el 8 de juliol de 2020, es va anunciar que Alemanya debutaria al certamen a Varsòvia, Polònia. KiKa, el canal infantil de propietat conjunta dels membres de la Unió Europea de Radiodifusió (UER) ARD i ZDF, seria responsable de la selecció del seu primer participant. Per a això, durien a terme la final nacional televisada Dein Song für Warschau (La seva cançó per a Varsòvia), amb la cançó seleccionada internament.

## Participacions
Llegenda
| Any                         | Seu      | Artista             | Cançó                 | Lloc | Punts |
| --------------------------- | -------- | ------------------- | --------------------- | ---- | ----- |
| 2020                        | Varsòvia | Susan Oseloff       | «Stronger With You»   | 12   | 66    |
| 2021                        | París    | Pauline Steinmüller | «Imagine Us»          | 17   | 61    |
| No hi va participar el 2022 |          |                     |                       |      |       |
| 2023                        | Niça     | Fia                 | «Ohne Worte»          | 9    | 107   |
| 2024                        | Madrid   | Bjarne              | «Save The Best Of Us» | 11   | 71    |